# Швець і нечиста сила
"Швець і нечиста сила " (рос. Сапожник и нечистая сила) — оповідання А. П. Чехова, вперше опубліковане у 1888 році.

## Історія публікації і критика
Оповідання А. П. Чехова «Швець і нечиста сила» написане в 1888 році, вперше опубліковане в 1888 році у «Петербурзькій газеті» № 355 від 25 грудня за підписом «Ан. Чехов»; увійшло до зібрання творів Чехова, видаване А. Ф. Марксом. Оповідання було замовлене письменнику редакцією «Петербурзької газети».
За життя Чехова оповідання перекладалося болгарською і сербськохорватською мовами.
Сам автор оповідання був ним незадоволений. Чехов писав Суворіну: «Мені соромно за нього». Критики та друзі письменника по-різному поставилися до оповідання. Лейкін писав: «Оповідання хоч і не в чеховському дусі, а в толстовському, але премиленьке». Плещеєв вважав, що цю «казку» «не можна схвалити».
Критик «Російської думки» у рецензії на перший том «Оповідань» зазначив, що у творчості Чехова, крім легкого гумору, є ще й «чудово виражений трагізм людського існування». «Подивіться, якою сумною нотою звучить кінець оповідання „Швець і нечиста сила“».

## Сюжет
Одного разу під Різдво швець Федір Пантелейович Нілов ремонтував замовнику чоботи. Працюючи, він скаржився на життя, заздрив замовникам і випивав. Швець мріяв, щоб багатії перетворилися на жебраків, яким їсти нічого, а швець став багатієм і сам би сміявся над бідними шевцями. Мріючи, Федір згадав про свою роботу, яка виявилася готовою для здачі замовнику.
Федір поклав роботу в червону хустку і пішов на вулицю. По дорозі над ним насміхалися перехожі, але Федір терпів. Коли він прийшов до замовника, то той став мовчки приміряти чоботи. Щоб допомогти, Федір став на коліно і стягнув з нього старий чобіт, але відразу схопився і позадкував з жаху. У замовника замість ноги було кінське копито. Федір подумав, що треба б терміново втекти, але зметикував — нечиста сила зустрілася йому вперше і востаннє. Він вирішив скористатися її послугами. Федір сказав так:
|  | Кажуть, що немає поганішого і гіршого на світі, як нечиста сила, а я так розумію, ваше високоблагородіє, що нечиста сила найосвіченіша. У чорта, вибачте, копита й хвіст ззаду, та зате у нього в голові більше розуму, ніж в іншого студента.Оригінальний текст (рос.) Говорят, что нет поганей и хуже на свете, как нечистая сила, а я так понимаю, ваше высокоблагородие, что нечистая сила самая образованная. У чёрта, извините, копыта и хвост сзади, да зато у него в голове больше ума, чем у иного студента |

Така мова сподобалася замовнику і він запитав — чи не хоче чого майстер. Федір попросив зробити його багатим. Але Чорт Іванович попросив за це віддати йому душу. Федір став торгуватися і сказав, що душу віддасть після виконання прохання. Замовник погодився.
Раптом Федір раптом побачив себе в кріслі за великим столом. Лакеї подавали йому страви. Федора розпирало після ситного обіду. Він став командувати прислугою, а шевця, що прийшов за грошима, прогнав. Увечері нечистий привів грудасту бариню в червоній сукні, сказавши, що це тепер його дружина. Федір довго з нею цілувався, а вночі турбувався за своє багатство і погано спав. Вранці він пішов до храму, а вийшовши з нього затягнув пісню. Перехожі зробили йому зауваження: «Пане, не можна панам співати на вулиці! Ви не швець!» Побити вдома дружину він також не зміг.
Ввечері до нього прийшов Чорт Іванович. Він сказав, що повністю виконав домовленість, Федір побував багатим і пора йому з ним йти. Він "потягнув Федора в пекло, прямо в пекло, і чорти зліталися з усіх боків і кричали: «Дурень! Бовдур! Осел!». Але тут все зникло. Федір відкрив очі і зрозумів, що спав. Біля нього стояв замовник і кричав: «Дурень! Бовдур! Осел! Я тебе провчу, шахрая! Взяв замовлення два тижні тому, а чоботи досі не готові!».
Федір знову взявся за чоботи, після чого пішов у церкву. По дорозі він розмірковував, що багатим і бідним однаково погано. Одні можуть їздити в кареті, а інші — співати пісні, грати на гармоніці. В цілому ж усіх чекає одна могила. В житті немає нічого, за що можна було б віддати нечистому «хоча б малу частку своєї душі».